# Hamlin (Maine)
Hamlin város az USA Maine államában, Aroostook megyében. Lakosainak száma 166 fő (2020. április 1.).

## Népesség
A település népességének változása:
| Lakosok száma | 257  | 219  | 166  |
|               | 2000 | 2010 | 2020 |